# Konrad Huber (Romanist)
Konrad Huber (* 30. Januar 1916 in Meilen; † 29. Juni 1994 ebenda) war ein Schweizer Romanist.

## Leben und Werk
Huber verbrachte als Kind acht Jahre in Santa Fe (Argentinien). Er besuchte das Gymnasium in Zürich und studierte ebenda Romanistik. 1943 promovierte er bei Jakob Jud mit Über die Histen- und Speichertypen des Zentralalpengebietes. Eine sach- und sprachgeschichtliche Untersuchung (Zürich 1944). Von 1943 bis 1946 leitete er mit seiner Frau die Schweizer Schule in Lima. Von 1950 bis 1964 war er ausserordentlicher Professor, von 1964 bis 1981 ordentlicher Professor für romanische Philologie (italienische und rätoromanische Linguistik) an der Universität Zürich. Huber gründete an der Universität Zürich das «Centro di ricerca per la storia e l’onomastica ticinese».

## Weitere Werke
- Robert von Planta (Begr.): Rätisches Namenbuch. Band 3: Konrad Huber: Die Personennamen Graubündens mit Ausblicken auf Nachbargebiete (= Romanica Helvetica. Bd. 101). 2 Teilbände. Francke, Bern 1986, ISBN 3-317-01601-9;
  - Teilband 1: Von Rufnamen abgeleitete Familiennamen.
  - Teilband 2: Von Übernamen abgeleitete Familiennamen.
- (Herausgabe zusammen mit Gustav Ineichen): Jakob Jud: Romanische Sprachgeschichte und Sprachgeographie. Ausgewählte Aufsätze. Atlantis-Verlag, Zürich u. a. 1973, ISBN 3-7611-0401-4.